# Claoxylon crassivenium
Claoxylon crassivenium är en törelväxtart som beskrevs av Ferdinand Albin Pax och Käthe Hoffmann. Claoxylon crassivenium ingår i släktet Claoxylon och familjen törelväxter.
Artens utbredningsområde är Filippinerna. Inga underarter finns listade i Catalogue of Life.